# زمن الانتشار

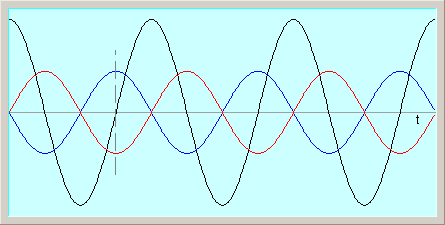

التأخير الزمني بالانتشار: ينتج هذا السلوك في الدارة عن تغيير في حدود السرعة أو التردد التي تولدها الدارة الرقمية. وهو تعبير عن «بطء» أو «سرعة» دارة رقمية إلى التأخير الزمني بالانتشار؛ كلما كان التأخير أقل كلما كانت السرعة والتردد أعلى.
التأخير الزمني لبوابة منطقية tp هو الفاصل الزمني بين تطبيق نبضة الدخل والحادث الناجم عن نبضة الخرج.
يكون هذا الزمن لدارات تي تي إل هو 11 نانوثانية، ولدارات السيموس هو 7 نانوثانية.